# العلاقات الكويتية الناميبية
العلاقات الكويتية الناميبية هي العلاقات الثنائية التي تجمع بين الكويت وناميبيا.

## مقارنة بين البلدين
هذه مقارنة عامة ومرجعية للدولتين:
| وجه المقارنة                                              | الكويت        | ناميبيا      |
| --------------------------------------------------------- | ------------- | ------------ |
| المساحة (كم2)                                             | 17.82 ألف     | 825.62 ألف   |
| عدد السكان (نسمة)                                         | 4.14 مليون    | 2.53 مليون   |
| الكثافة السكانية (ن./كم²)                                 | 232.32        | 3.06         |
| العاصمة                                                   | مدينة الكويت  | ويندهوك      |
| اللغة الرسمية                                             | اللغة العربية | لغة إنجليزية |
| العملة                                                    | دينار كويتي   | دولار ناميبي |
| الناتج المحلي الإجمالي (بليون دولار)                      | 120.13 مليار  | 13.24 مليار  |
| الناتج المحلي الإجمالي (تعادل القوة الشرائية) بليون دولار | 290.53 مليار  | 25.60 مليار  |
| الناتج المحلي الإجمالي الاسمي للفرد دولار أمريكي          | 29.30 ألف     | 4.67 ألف     |
| الناتج المحلي الإجمالي للفرد دولار أمريكي                 | 73.25 ألف     | 9.96 ألف     |
| مؤشر التنمية البشرية                                      | 0.816         | 0.628        |
| رمز المكالمات الدولي                                      | +965          | +264         |
| رمز الإنترنت                                              | .kw           | .na          |
| المنطقة الزمنية                                           | ت ع م+03:00   | ت ع م+02:00  |

## منظمات دولية مشتركة
يشترك البلدان في عضوية مجموعة من المنظمات الدولية، منها:
| علم المنظمة | اسم المنظمة                        | تاريخ انضمام الكويت | تاريخ انضمام ناميبيا |
| ----------- | ---------------------------------- | ------------------- | -------------------- |
|             | الاتحاد البريدي العالمي            | ?                   | ?                    |
|             | يونسكو                             | 18 نوفمبر 1960      | 2 نوفمبر 1978        |
|             | البنك الدولي للإنشاء والتعمير      | 13 سبتمبر 1962      | 25 سبتمبر 1990       |
|             | منظمة التجارة العالمية             | ?                   | ?                    |
|             | وكالة ضمان الاستثمار متعدد الأطراف | 12 أبريل 1988       | 25 سبتمبر 1990       |
|             | البنك الإفريقي للتنمية             | ?                   | ?                    |
|             | الاتحاد الدولي للاتصالات           | 14 أغسطس 1959       | 25 يناير 1984        |
|             | منظمة الشرطة الجنائية الدولية      | ?                   | ?                    |
|             | مؤسسة التمويل الدولية              | 13 سبتمبر 1962      | 25 سبتمبر 1990       |
|             | الأمم المتحدة                      | 14 مايو 1963        | 23 أبريل 1990        |
|             | منظمة حظر الأسلحة الكيميائية       | ?                   | ?                    |

## وصلات خارجية
- موقع وزارة الخارجية الكويتية